# Конопкі (Вармінсько-Мазурське воєводство)
Конопкі (пол. Konopki, нім. Konopken, 1938-45: Mühlengrund) — село в Польщі, у гміні Біла Піська Піського повіту Вармінсько-Мазурського воєводства.
Населення — 128 осіб (2011).

## Демографія
Демографічна структура станом на 31 березня 2011 року:
|          | Загалом | Допрацездатний вік | Працездатний вік | Постпрацездатний вік |
| -------- | ------- | ------------------ | ---------------- | -------------------- |
| Чоловіки | 74      | 13                 | 55               | 6                    |
| Жінки    | 54      | 13                 | 34               | 7                    |
| Разом    | 128     | 26                 | 89               | 13                   |